# Vojtěch Veselý
Vojtěch Veselý, född 19 april 1885 i Kolín, död där 7 december 1971, var en tjeckisk konståkare som deltog i Olympiska spelen i Sankt Moritz 1928 i par tillsammans med Libuše Veselá. De kom på tolfte plats. Han var även domare under samma OS i konståkning singel för herrar.